# Walking on the Chinese Wall
《Walking on the Chinese Wall》是美国歌手Phillip Bailey录制的歌曲，由洛珊·西门和比利·休斯撰写，收录在由菲尔·科林斯制作的《Chinese Wall》专辑中。这首歌的灵感来自于《红楼梦》、中国哲学和《易经》，是对生命与爱情的善变本质的颂歌。
这首歌是在伦敦的The Townhouse recording studio、Ocean Way Recording和洛杉矶的The Complex录制的，由George Massenburg负责工程和混音。
《Walking on the Chinese Wall》于 1985 年 5 月由哥伦比亚唱片公司作为第三首单曲发行，在Billboard百强单曲榜上排名第 46 位。这首歌在国际上大受欢迎，在欧洲地区、澳大利亚和新西兰均有上榜。
1986 年第 28 届格莱美颁奖典礼上，Bailey在Chinese Wall中的表演被提名为格莱美最佳 R&B 男声表演。
在 2018 年 9 月 28 日菲尔·科林斯推出“Not Dead Yet Tour”的同时， 他发行了 《Plays Well With Others》 。该套装包含很多与其他艺术家共同录制的曲目，其中包括罗伯特·普兰特、 埃里克·克莱普顿、 昆西·琼斯、托尼·班内特、保罗·麦卡特尼、和Philip Bailey。《Walking on the Chinese Wall》为曲目 4，光盘 2。
1998年，德国索尼公司发行了菲尔·科林斯合辑《Walking on the Chinese Wall》。

## 创作背景
1982年，在哥伦比亚大学学习中国艺术和文学后，西门去中国旅行，到了北京郊外的长城北居庸关门上散步。回到洛杉矶后，她遇到了比利·休斯（Billie Hughes），一位在为自己的专辑写歌的唱片艺术家，开始共同创作。 1983年，休斯前往日本四个月，在大阪的一家俱乐部演出。
休斯从日本回来后，他们就开始合作并购入专业录音设备。休斯在奥伯海姆OB-8合成器和DMX鼓机上创作的第一首歌的灵感就来自于东方大地。对于歌词，休斯要求西门“给我一些中文的感觉。”
西门曾与Philip Bailey为地风火乐团的《Faces》专辑写过《Sailaway》，于是在与休斯飞往纽约之前，在科罗拉多州丹佛打电话给Bailey并告诉他写这首歌的愿望。
一年前，在伦敦与地风火乐团一起进行欧洲巡演时，Bailey遇到了菲尔·科林斯，并谈到了合作的可能性。
Bailey要求西门和休斯在肯尼迪机场与他会面并提供歌曲的初稿，随后他就将前往伦敦的途中转机前往Townhouse与菲尔·科林斯共同录制。在机场，休斯将用金色墨水笔写下来的和弦表交给了Bailey，西门则将歌曲磁带以及索尼随身听交给了他。

当被问及这张专辑是如何得名时，贝利解释说：
当我接到洛珊·西门来自纽约的电话时，我正要从洛杉矶飞往伦敦录制专辑。她说她有一首歌想让我听。我在纽约中途停留，洛珊来到机场，用她的随身听为我播放了这首歌。在我听到它的那一刻，我就知道我想要演唱它……我想这里中国也从日本发明中获取了一些好处。

—— 菲利普·贝利

## 创作灵感
在写歌词时，西门从她过去的研究中汲取灵感，象征性地参考了中国文化中的文学、艺术和哲学。
歌曲以贝利演唱的“Butterfly spread your painted wings for an answer from the Ching”开篇，引用了道教中庄子的“庄周梦蝶”之典故。
下一句“By the stream, stretching on the rocks, tiger on the mountaintop”，营造出山水阴阳的意象，虎虎威势，象征权势、吉祥、保护，引入合唱部分。
西门花费几个月的时间创作歌词。在反思她的中国之旅时，她想出了标题“Walking On The Chinese Wall”。
合唱的第二句“watching for the coins to fall”，参考了《易经》中占卜龟甲的抛掷，想象它们将如何随机下落，并联系未来的不可预测性，形成易经中的卦象。

歌词“Red chamber dream, from the sky above, ancient tales of hidden Chinese love”的灵感来自中国四大古典小说之一的《红楼梦》。歌词触及小说中浪漫爱情的佛教和道教哲学以及生命的短暂性等主题。 [21] 《红楼梦》又称《石头记》，讲述了一块石头“从天而降，” 求道士与和尚将其归于红尘，认识人间的生命。于是口含玉石的少年贾宝玉诞生，开始了尘世之旅，贾家大院红楼内的“中国爱情故事。”
假亦真时真亦假，
无为有处有还无。

——《红楼梦》

## 录制
Bailey于5月8日抵达伦敦，在吉尔福德的Bramley Grange Hotel酒店住了两个月。贝斯Nathan East和键盘Lessette Wilson也从美国飞来录制。吉他Daryl Stuermer演奏电音和原声。 菲尔·科林斯则负责打鼓和键盘。
专辑“Chinese Wall”是在伦敦的Townhouse Studios录制的。号角声则是在好莱坞的Ocean Way Recording录制的。

Bailey描述了他的经历：
当两个人对共同工作感到兴奋时，奇妙的时刻就会在工作室中产生。音乐是非常神秘的，当你被同样热爱艺术的人包围着，特殊的时刻就会发生。那种状态、灵感只能产生一次，即使在舞台上也再不会有。这就是我和比利在一起工作的感觉。—— Philip Bailey

## 音乐评价
这首歌获得了音乐评论家的好评。The Village Voice作者、音乐记者Nelson George在他的专辑评论中称赞了这首歌：“灵感来自 18 世纪中国小说《红楼梦》中的一段话。”他将歌词的意象描述为“异国情调的优雅”，并引用了歌词“Come down the clouds to the sea of flames/From the mountain hear the cry of pain”。
George评论道“Daryl Stuermer的原声吉他和电吉他、Lessette Wilson的键盘和凤凰号的结合”与歌词的意象和旋律一样“拥有异国情调的优雅”：“贝利在与Maurice男中音相应和，蕴含了哲学冥想的思考。” 《花花公子》称赞这首歌：“两个Phil的最佳合作，听起来 ——相信我们 ——就像地风火乐团和Genesis都在一首歌曲中。”

## 视频
《Walking On The Chinese Wall》的视频由Duncan Gibbins执导, Beth Broday和Steven Buck联合制作。拍摄于圣莫尼卡山脉，试图捕捉“中国乡村的自然神秘和古老之美”。

## 榜單
这首歌获得了大量播放，尤其是在欧洲。 1985 年 5 月，itf 在第 33 位的欧洲Airplay Top 50排行榜上首次亮相，并最高达到第13位。《Walking On The Chinese Wall》首次亮相欧洲100强单曲榜第76位。
| 國家              | 排名 |
| 澳大利亚          | 26   |
| 荷兰              | 25   |
| 新西兰            | 18   |
| 英国 单曲榜       | 34   |
| 美国 Top 100 榜单 | 46   |
| 美国受欢迎R&B单曲 | 56   |

## 人员
- Philip Bailey：主音、和声
- 菲尔·科林斯：和声、鼓、敲擊樂器（LinnDrum）、键盘
- Daryl Stuermer：吉他
- Nathan East：低音吉他
- Lesette Wilson：键盘
- Josie James：和声
- The Phenix Horns：管樂
  - Don Myrick：萨克斯
  - Louis Satterfield：長號
  - Rahmlee Michael Davis：小號
  - Michael Harris：小號
- Tom Tom 84：管乐安排
- George Massenburg：混音师
- 菲尔·科林斯：制作人
- Tony Lane and Nancy Donald：艺术设计指导
- Ellen Land-Weber 与 Randee St. Nicholas

## 电视表演

### 现场表演
- American Bandstand (1985)
- Black Gold Awards (1986)[28][29]
- Solid Gold (TV series)|Solid Gold (1985)
- The Today Show (1985)
- TopPop (1985)
- American Bandstand's 33-1/3 Celebration
- Gavin & Lott Show

### 其他表演
- Dick Clark's Rock n Roll Summer Action
- ESPN Beach Special
- Fantastico Brazil